# The Matrix Reloaded
The Matrix Reloaded (conocida como Matrix recargado en Hispanoamérica) o simplemente Matrix II, es una película de acción y ciencia ficción de 2003 escrita y dirigida por las hermanas Wachowski y protagonizada por Keanu Reeves, Laurence Fishburne, Carrie-Anne Moss y Hugo Weaving. Es la secuela de la película The Matrix, y se estrenó en los Estados Unidos el 9 de mayo de 2003, y posteriormente se estrenó en el extranjero.
The Matrix Reloaded recaudó $281 millones de dólares en los Estados Unidos y $741 millones en todo el mundo. Después del estreno de The Matrix Reloaded, también se dieron otros lanzamientos relacionados con el mundo de The Matrix. De esta manera, las hermanas Wachowski ampliaban el mundo Matrix más allá de las películas y daban a conocer al público más detalles de este universo tan particular. Como ejemplos, el videojuego de Enter the Matrix, el cual se lanzó el mismo 15 de mayo, y una colección de nueve cortos animados conocidos como The Animatrix, que se lanzaron el 3 de junio. The Matrix Revolutions se estrenó meses después de esta película, en noviembre de 2003. La cinta pertenece al subgénero de la ciencia ficción cyberpunk.

## Argumento
La película comienza por mostrar a Trinity, quien está realizando una misión en la cual es asesinada por uno de los agentes quien esta persiguiéndola. Pero resulta que es una pesadilla de Neo que no deja de repetirse y que este decide no compartir con Trinity. Seis meses después de los hechos de la primera película, los tripulantes de la Nebuchadnezzar (Nabucodonosor) llegan al nivel de transmisión para entrar en Matrix y celebrar una reunión con capitanes de las otras naves. Los rebeldes de Sion, la última ciudad humana, han recibido inquietantes noticias: las máquinas tratan de penetrar en la ciudad subterránea perforando el subsuelo (se explica en The Last Flight of the Osiris, de The Animatrix y en Enter the Matrix). Han reunido un ejército de 250.000 centinelas dispuestos a destruir Sion y acabar con lo que queda de la humanidad libre.
Los capitanes han recibido la orden de salir de las zonas de transmisión (lo que implica no volver a entrar en Matrix), ya que dichas zonas están repletas de centinelas de las máquinas y son peligrosas, y volver a Sion para preparar la defensa de la ciudad. Sin embargo, existen conflictos entre ellos, debido al credo que profesa Morfeo acerca del Oráculo, el Elegido y la Profecía que determina que gracias a Neo terminará la guerra entre los humanos y las máquinas; credo que no todos comparten. Él pide mantener una nave en el nivel de trasmisión para poder recibir mensajes del Oráculo. Este acto es calificado como insubordinado y contrario a las órdenes de la cúpula militar de Sion; sin embargo, el capitán de una de las naves se ofrece para este cometido.
Mientras tiene lugar la reunión, el exagente Smith entrega a uno de los "porteros" que protegen la reunión un sobre dirigido a Neo conteniendo el auricular que utilizaba para comunicarse con el resto de Matrix, afirmando que Neo lo liberó. Neo recibe el sobre sin entender muy bien que quien se lo ha dado era Smith, pero pronto tiene que preocuparse por otro problema. Como suele suceder en otras ocasiones, en esta reunión los agentes tratan de capturar a los jefes de la rebelión, pero Neo demuestra que su nivel de dominio del entorno de Matrix es tal que incluso vence a tres agentes sin ningún problema, pese a que estos fueron actualizados para combatir mejor. La reunión es aplazada, y Neo decide volar (literalmente) hasta el lugar donde el Oráculo lo recibió la primera vez, pero el piso está vacío.
La Nabucodonosor regresa a Sion, que no es más que una especie de silo excavado en la roca adaptado a la vida humana junto con un amplio muelle para el desembarco de todas las naves y unos sistemas de defensa robustos. El muelle es el primer nivel, la ciudad el nivel siguiente debajo del muelle, y finalmente el nivel de las máquinas, donde se controlan los procesos de mantenimiento propios de una ciudad y se ubica toda la maquinaria necesaria para ello. Sion evidencia su estado de alerta, se ven preparativos en la torre de control (se ven técnicos instalando cañones-centinela) y en los muelles las APU (Armored Personnal Unit) patrullan las pasarelas mientras otras controlan que ningún centinela pase por las puertas.
A su llegada, el capitán Mifune lleva a Morfeo ante Lock, Comandante de los Cuerpos de Defensa de Sion, que regaña a Morfeo por haber dejado una nave en el nivel de transmisión en contra de las órdenes. Trinity explica a Neo que en realidad hay otro factor de enemistad entre Morfeo y Lock: la capitana Niobe, que antes mantenía una relación sentimental con Morfeo y ahora está con Lock. Además, Lock no comparte las creencias de Morfeo acerca de Neo y la Profecía. Lock está convencido de que la única forma de defender la ciudad es la vía militar y la defensa directa, mientras que Morfeo cree que es Neo la mayor esperanza de que la ciudad se salve.
No son ellos los únicos que muestran disparidad de opiniones respecto a la Profecía y el papel del Elegido. Link, operador de la Nabucodonosor, empieza a creer en lo que dice Morfeo tras haber visto a Neo en acción, pero su pareja, Zee, no cree en nada de eso y tiene miedo porque sus dos hermanos, Tank y Dozer, murieron prestando servicio en la Nabucodonosor (Dozer fue asesinado por Cypher en la primera película). Zee no quiere que Link siga en esa nave, pero Link hizo una promesa (no se especifica a quién se la hizo, suponemos que a Tank) y ha de cumplirla.
Los consejeros de Sion, a pesar de mostrar dudas al respecto de cómo Neo, o la doctrina de Morfeo, puede salvar Sion de la destrucción, apoyan abiertamente las actuaciones de la tripulación de la Nabucodonosor. Queda evidenciada la aparición en Sion de dos grupos de ciudadanos: aquellos que creen en la doctrina de Morfeo y aquellos que creen que Morfeo es un loco. Los creyentes admiran profundamente a Neo, y muchos de ellos le piden que proteja en Matrix a sus seres queridos, que forman parte de la tripulación de otras naves y que siempre corren el riesgo de morir cuando entran en Matrix. Incluso hay un joven en Sion que fue despertado y sacado de Matrix por Neo y que ahora lo idolatra y lo sigue a todas partes.
El comandante Lock aconseja a los consejeros que no informen a la ciudad del peligro que corre para que no cunda el pánico, pero Morfeo se lo comunica a todos en una reunión multitudinaria y lanza un discurso para que no cedan ante el miedo. Acto seguido tiene lugar una fiesta para levantar el ánimo, alejados de la misma Neo y Trinity tienen relaciones sexuales, y Neo vuelve a revivir la pesadilla en la que ve a Trinity morir pero una vez más se niega a compartirlo con ella.
Mientras se celebra la fiesta, dos de los tripulantes de la nave que se quedó en el nivel de transmisión han recibido un mensaje del Oráculo y corren para salir de Matrix y llevar el mensaje a Neo, perseguidos por Smith. Uno de ellos consigue salir de Matrix, pero el otro es atrapado por Smith, que demuestra que tiene la capacidad de "infectar" o "hackear" la mente de los humanos conectados a Matrix para usarla para sus propios fines. Bane, el tripulante atrapado por Smith, pasa a convertirse en un clon de Smith, y cuando desde fuera llaman al teléfono para sacar a Bane de Matrix, es Smith el que responde y sale de Matrix, ocupando la mente de Bane en el mundo real. El mensaje llega a Sion, y la Nabucodonosor decide partir para que Neo entre en Matrix y se reúna con el Oráculo. Smith, en el cuerpo de Bane, se ha infiltrado en Sion y parece decidido a intentar matar a Neo, pero no tiene la oportunidad.
Neo va al lugar estipulado por el Oráculo y se encuentra con su guardián, Seraph, que lo obliga a combatir contra él para cerciorarse de que realmente es Neo y no un impostor. Seraph abre una puerta trasera, un backdoor o atajo creado por los programadores de Matrix para conectar en secreto dos lugares distantes entre sí. A través de esta puerta, Neo llega hasta el Oráculo y mantiene una conversación con ella. Así averigua que no sólo son humanos y los programas llamados "agentes" los que pueblan Matrix, sino que el diseño de Matrix es modular y está basado en infinidad de programas, cada uno con un cometido concreto. El propio Oráculo es un programa que forma parte de Matrix. Esta revelación genera dudas a Neo sobre la fiabilidad del Oráculo: ¿Por qué un programa de Matrix iba a querer ayudar a la Humanidad? ¿No es acaso otra forma de control? ¿Puede confiar Neo en el Oráculo?
El oráculo le dice que por desgracia él no tiene forma de saberlo, que tendrá que elegir, y que de hecho ya lo ha hecho. También le indica que no todos los programas de Matrix se comportan de forma adecuada. Hay programas que funcionan bien y otros que no. Incluso hay programas que, cuando se los intenta borrar por no cumplir bien su cometido o porque van a ser sustituidos por un programa mejor, se niegan a ser borrados y se ocultan en Matrix para sobrevivir. Cuando un programa ha de ser borrado, debe ser dirigido a la Fuente, origen y núcleo de Matrix. Ese es el destino de Neo, ya que según el Oráculo ahí termina el camino del Elegido, pero necesita la ayuda de alguien para llegar: deberá encontrar al Creador de Llaves, personaje cautivo a manos de uno de los programas más antiguos de Matrix: Merovingio. También le dice a Neo que lo que ha visto en sus pesadillas acerca de Trinity es una visión del futuro ligada a la búsqueda de la Fuente, que tendrá en sus manos la decisión de salvar la vida de Trinity y que de hecho él ya ha decidido al respecto pero tiene que comprender por qué lo ha hecho.
El Oráculo se marcha alertada por Seraph ya que Smith se acerca. Smith le cuenta a Neo que, cuando él lo destruyó (en la primera película), su deber era volver a la Fuente, pero que no pudo hacerlo. Se sintió obligado a permanecer oculto en Matrix para sobrevivir, y por eso ya no es un agente ni tiene el auricular propio de los mismos. Smith considera que Neo lo liberó. Sin embargo, ahora su existencia carece de objetivo y razón de ser, ya que tales cosas desaparecieron cuando Neo lo destruyó y él se negó a volver a la Fuente. Smith considera que en realidad no es libre del todo, ya que está atado a Matrix que es una simulación creada por las máquinas, y ahora su objetivo es apoderarse de Matrix. Con esa idea en mente, él y varias copias de sí mismo intentan apoderarse de Neo para "asimilarlo" y convertirlo en un clon más de Smith, aumentando así su poder, pero Neo se lo impide. Se produce una pelea entre Neo y todos los clones de Smith, llegando cada vez más y más clones, e incluso apoderándose Smith de uno de los agentes de Matrix cuando este llega al lugar. El combate termina en empate, ya que Smith no logra vencer a Neo pero este se ve obligado a huir al acumularse más y más clones de Smith y verse superado.
En contra de la voluntad del comandante Lock, los consejeros de Sion deciden que dos naves más saldrán de Sion para ayudar a la Nabucodonosor en su cometido. Los capitanes Soren y Niobe se ofrecen voluntarios para dicha misión. Mientras, Neo, Morfeo y Trinity se reúnen con Merovingio para pedirle que les deje acceder al Creador de Llaves, pero Merovingio se niega. Sin embargo, su esposa Persefone (otro programa de Matrix, con una personalidad especial), harta de las infidelidades y faltas de atención de su marido, decide entregarles al Creador de Llaves. Merovingio los descubre antes de que puedan marcharse, el Creador de Llaves sale corriendo para evitar volver a su celda, seguido de Trinity y Morfeo que intentan protegerlo y los Gemelos de Merovingio que intentan capturarlo. Mientras, Neo combate contra el resto de guerreros de Merovingio, derrotándolos a todos salvo a este último, que consigue huir por una puerta trasera. Cuando Neo intenta abrir esa puerta, al no tener la llave adecuada, descubre que no puede seguir ni a Merovingio ni a Trinity y Morfeo, y Link le informa de que está en una montaña a 800km de ellos.
En su huida de la guarida, Trinity, Morfeo y el Creador de Llaves llegan hasta la autopista, donde se enfrentan con Los Gemelos, policías humanos de Matrix y Agentes que tratan de destruir al Creador de Llaves por ser este un programa que ya no es necesario en Matrix. Niobe, recién conectada a Matrix, interviene para ayudarlos. Trinity consigue despistar a la policía y Morfeo derrota a los Gemelos, pero Morfeo y el Creador de Llaves se ven atrapados por los Agentes, siendo salvados en el último momento por la intervención de Neo. 
Ya en la Nabucodonosor, Neo es consciente de que entrar en la Fuente podrá suponer la muerte de Trinity, y le pide que no vaya con él en la misión, a lo que ella accede. Los capitanes Morfeo, Niobe y Soren, junto con sus tripulaciones y Neo, se reúnen en Matrix y hablan con el Creador de Llaves, que les informa de cómo Neo puede entrar en la Fuente. Hay un edificio con una de sus plantas incomunicada, que contiene una puerta trasera que lleva a un pasillo que a su vez contiene muchas otras puertas, una de las cuales lleva hacia la Fuente. El edificio tiene alarmas que hacen estallar una bomba si alguien abre la puerta que conduce a dicho pasillo, y para inutilizar esas alarmas hay que derribar una central eléctrica y una estación auxiliar de energía. Una vez se apague la electricidad, sólo dispondrán de cinco minutos para entrar en el pasillo, acompañar a Neo a la puerta de la Fuente, abrirla con el Creador de Llaves y volver a salir. Por tanto, la central y la estación auxiliar tendrán que ser atacadas por el equipo de Niobe y el de Soren respectivamente.
Mientras preparan el plan, los centinelas descubren la nave del capitán Soren. Los dos miembros de la tripulación que han quedado de guardia en la nave sufren un accidente en su interior y mueren, no pudiendo avisar a sus compañeros en Matrix ni mover la nave. Los centinelas lanzan una bomba contra la nave y la destruyen, con lo que Soren y su equipo mueren justo antes de cumplir su misión. Neo, Morfeo y el Creador de Llaves están ya en el pasillo de las puertas traseras, sin saber que en el momento en que salgan del mismo, la bomba estallará y los matará. Para evitarlo, Trinity entra en Matrix para cumplir la misión y acabar con la central auxiliar. Mientras, Neo y Morfeo se ven obligados a combatir contra Smith y sus clones, que han conseguido acceder al pasillo. Finalmente Trinity corta la energía y Neo, Morfeo y el Creador de Llaves consiguen salir del pasillo y burlar a Smith, aunque el Creador de Llaves muere durante el intento. Con la llave que este había dejado preparada, Neo consigue abrir la puerta final a la Fuente mientras Morfeo sale de Matrix y descubre que Trinity ha sido sorprendida por un agente y está luchando contra él.
Neo se encuentra con el Arquitecto, una representación virtual del creador de Matrix, que le explica el papel del Elegido dentro de Matrix y la elección que tendrá que llevar a cabo. Le narra cómo fracasó la primera versión de Matrix, diseñada como un mundo perfecto. En la primera película el agente Smith contaba a Morfeo durante el interrogatorio que la primera versión de Matrix fue diseñada como un mundo perfecto en el que todos los humanos fueran felices, pero que los humanos no aceptaban ese mundo y se perdieron "cosechas" enteras de humanos, lo que concuerda con lo que cuenta el Arquitecto. Pensando que quizá las máquinas no eran capaces de describir el mundo humano perfecto, el Arquitecto utilizó un programa creado previamente para comprender mejor la mente humana y predecir su comportamiento (el Oráculo). Con la ayuda del Oráculo, creó una versión de Matrix basada en la imperfección humana, simulando la sociedad humana del mundo de finales del siglo XX.
Esta versión de Matrix funcionaba muy bien, pero tenía dos problemas. El primero era la existencia de una anomalía, un bug o fallo en el código, que causaba periódicamente la existencia de un individuo capaz de alterar Matrix a su voluntad (el Elegido). A pesar de los intentos, el Arquitecto no había podido evitar que dicho error siguiera apareciendo periódicamente. El otro problema era la resistencia de los humanos libres de Sion, que insistían en despertar individuos de Matrix para liberarlos, atacando así el sistema y suponiendo una amenaza potencial para Matrix, amenaza mayor cuantos más humanos eran despertados. La combinación de ambos problemas implicaba una amenaza potencial de destrucción de Matrix y de pérdida de la fuente de energía de las máquinas, sobre todo si el Elegido entraba en contacto con la resistencia, cosa que inevitablemente terminaba sucediendo.
Para tratar de resolver o esquivar estos problemas, se generó un sistema de control. Por un lado, las máquinas combatían a la Resistencia en el mundo real, destruyendo Sion y a todos los humanos que la habitaran. Por otro, se creó la Profecía, cuyo objetivo era guiar al Elegido hasta el lugar en el que Neo se encontraba, para ofrecerle una falsa elección: podía elegir entre regresar a la Fuente y "entregar allí su código fuente" (lo que implica la muerte del Elegido) escogiendo a las 23 personas de Matrix que serían despertadas y liberadas, reconstruyendo Sion y pasando a liderar la nueva Resistencia; o bien elegir no seguir con el proceso, con lo cual se produciría un fallo grave en Matrix que implicaría finalmente la muerte de todos los seres humanos conectados, lo que unido a la destrucción de Sion implicaba la desaparición de toda la especie humana. Esto suponía un problema también para las máquinas, ya que se quedarían sin su principal fuente de energía, pero el Arquitecto afirmaba que estaban preparados para sobrevivir a eso.
El sistema estaba diseñado de forma que el Elegido, con tal de no poner fin a la especie, optara por volver a la Fuente y elegir a los 23 individuos. Eso implicaba un ciclo periódico: aparecía un Elegido, se unía a la Resistencia, la Profecía lo guiaba a través del Oráculo hasta la trampa en la que no le quedaba más remedio que elegir la supervivencia de la humanidad, Sion era destruida en el mundo real por las máquinas y Matrix se actualizaba liberando a 23 personas (16 mujeres y 7 hombres) que pasarían a reconstruir Sion y empezar de nuevo el ciclo. Neo es el sexto elegido y las máquinas esperan que vuelva a tomar la misma decisión que los otros. Sin embargo, Neo sabe que si opta por regresar a la Fuente y salvar a su especie, Trinity morirá a manos del Agente. Movido por el amor, decide optar por rescatar a Trinity, con la esperanza de que Sion logre salvarse por sí misma, pese a la advertencia del Arquitecto de que no tiene ninguna posibilidad y con esta serán seis las veces que la ciudad es destruida.
Neo salva a Trinity en el último momento, pero ella muere debido a que es alcanzada por los disparos de un Agente. Neo vuelve a demostrar el nivel de control que tiene en Matrix, devolviendo la vida a Trinity. De regreso a la Nabucodonosor, Neo explica a todos que la guerra no va a terminar ese día, salvo que sea con la derrota definitiva de la Humanidad, ya que la Profecía sólo era otra forma de control. Morfeo ve truncados todos sus sueños y esperanzas. En ese momento se recibe una alarma de presencia de centinelas que destruyen la nave con otra bomba. Escapando a pie justo a tiempo, los tripulantes son perseguidos por los centinelas, pero, cuando todo parece perdido, Neo descubre que su poder sobre las máquinas no se limita a Matrix y es capaz de acabar con los centinelas igual que frena las balas en Matrix, aunque se desmaya justo después.
Morfeo, Trinity, Link y un Neo desmayado son recogidos por la tripulación de la Mjolnir, que narran a la tripulación de la Nabucodonosor cómo la contraofensiva de los humanos planeada por el comandante Lock ha sido desbaratada debido a un PEM (Pulso Electromagnético) que se disparó antes de tiempo. No está claro cómo se disparó ese PEM, porque sólo ha habido un superviviente que está inconsciente: en la unidad Médica se puede observar a Bane (Smith), que está compartiendo espacio con Neo, tras lo cual aparece el cartel "Continuará...".

### Temática
El argumento principal, traza la continuidad filosófica de la primera parte, y en esta segunda, se abordan aspectos de la realidad enfrentada entre las percepciones de la mente en un entorno controlado y las percepciones de esa misma mente en un entorno caótico (supuestamente, la realidad en modo despierto).
La dicotomía a resolver:
En la primera parte se presenta la siguiente disrupción: Se libera una mente capaz de alterar las leyes básicas (Neo, el elegido) únicamente con la capacidad de comprensión, meditación y puesta en práctica mediante la confianza de dar el primer paso. 'Hay una diferencia entre conocer el camino y andar el camino'.
En la segunda parte se presenta la siguiente disrupción: La lógica fría de la I.A. que gobierna Matrix, crea '... un cuarto de millón de centinelas acercándose a Sion. Una manera de pensar muy de máquina'.
Ambas disrupciones se conjungan como argumento para dar coherencia a la segunda parte, estableciendo la pregunta: ¿Es la realidad más caótica, la única realidad a enfrentar?. ¿Lás máquinas pueden funcionar sin un software que las gobierne?. ¿Es entonces, equiparable el software a la mente humana asimilada por el entorno de Matrix?.
La segunda parte, presenta como axioma el credo de Morfeo y la confianza en las profecías elaboradas por el Oráculo, para dar un toque de 'locura' a las decisiones enfrentadas con la parte defensiva y militarizada de Sion, que opina que la parte del software y la posibilidad de alterar el funcionamiento mediante la introducción de una mente humana definida como 'anómala' (la mente de Neo, el elegido) desde el punto de vista de la Matrix, es una completa locura, pues nunca antes, una mente humana ha logrado vencer al sistema completo, pues nunca antes a una mente anómala, se le había dado la libertad que se le da en esta segunda parte y en la subsiguiente tercera parte, la cual, se apoya en las dos anteriores, para elaborar una segunda dicotomía, a resolver enfrentado otras dos disrupciones planteadas en el argumento de la segunda parte y la tercera parte, resolviendo así, la diferencia entre concer el camino y andarlo.

## Reparto
- Keanu Reeves como Neo.
- Laurence Fishburne como Morpheus.
- Carrie-Anne Moss como Trinity.
- Hugo Weaving como Smith.
- Neil and Adrian Rayment como Twins.
- Jada Pinkett Smith como Niobe.
- Monica Bellucci como Perséfone.
- Harold Perrineau como Link.
- Randall Duk Kim como Cerrajero.
- Gloria Foster como Oráculo.
- Helmut Bakaitis como Arquitecto.
- Lambert Wilson como Merovingio.
- Daniel Bernhardt como Agente Johnson.
- Leigh Whannell como Axel.
- Collin Chou como Seraph.
- Nona Gaye como Zee.
- Gina Torres como Cas.
- Anthony Zerbe como Concejal Hamann.
- Roy Jones, Jr. como Capitán Ballard.
- David A. Kilde como Agente Jackson.
- Matt McColm como Agente Thompson.
- Harry J. Lennix como Comandante Lock.
- Cornel West como Concejal West.
- Steve Bastoni como Capitán Soren.
- Anthony Wong como Ghost.
- Ian Bliss como Ban].
- Rupert Reid como el teniente del comandante Lock.

Zee originalmente iba a ser interpretada por Aaliyah, que murió en un accidente aéreo el 25 de agosto de 2001, antes de la filmación se completara.

### Doblaje
| Actor              | Personaje             | Doblaje para España  | Doblaje hispanoamericano |
| ------------------ | --------------------- | -------------------- | ------------------------ |
| Keanu Reeves       | Thomas Anderson / Neo | Óscar Barberán       | Salvador Delgado         |
| Laurence Fishburne | Morfeo                | Ernesto Aura         | Arturo Casanova (+)      |
| Carrie Anne Moss   | Trinity               | Concha García Valero | Nancy McKenzie           |
| Hugo Weaving       | Agente Smith          | Juan Carlos Gustems  | Rolando de Castro        |
| Jada Pinkett Smith | Niobe                 | María Moscardó       | Yolanda Vidal            |
| Gloria Foster      | El Oráculo            | Juana Beuter         | Liza Willert             |

## Fechas de estreno mundial
| País                                                                          | Fecha de estreno                |
| ----------------------------------------------------------------------------- | ------------------------------- |
| Alemania                                                                      | 22 de mayo de 2003              |
| Argentina                                                                     | 22 de mayo de 2003              |
| Australia                                                                     | 16 de mayo de 2003              |
| Austria                                                                       | 23 de mayo de 2003              |
| Bélgica                                                                       | 15 de mayo de 2003              |
| Belice · Costa Rica · El Salvador · Guatemala · Honduras · Nicaragua · Panamá | 23 de mayo de 2003              |
| Bolivia                                                                       | 22 de mayo de 2003              |
| Brasil                                                                        | 23 de mayo de 2003              |
| Bulgaria                                                                      | 23 de mayo de 2003              |
| Chile                                                                         | 23 de mayo de 2003              |
| China                                                                         | Sábado 19 de julio de 2003      |
| Colombia                                                                      | 22 de mayo de 2003              |
| Corea del Sur                                                                 | 23 de mayo de 2003              |
| Croacia                                                                       | 22 de mayo de 2003              |
| Dinamarca                                                                     | 21 de mayo de 2003              |
| Ecuador                                                                       | 23 de mayo de 2003              |
| Egipto                                                                        | Miércoles 11 de febrero de 2004 |
| Emiratos Árabes Unidos                                                        | 23 de mayo de 2003              |
| Eslovenia                                                                     | 22 de mayo de 2003              |
| España                                                                        | 23 de mayo de 2003              |
| Estados Unidos · Canadá                                                       | Jueves 15 de mayo de 2003       |
| Estonia                                                                       | 23 de mayo de 2003              |
| Filipinas                                                                     | 15 de mayo de 2003              |
| Finlandia                                                                     | 21 de mayo de 2003              |
| Francia                                                                       | 16 de mayo de 2003              |

| País                         | Fecha de estreno             |
| ---------------------------- | ---------------------------- |
| Grecia                       | 23 de mayo de 2003           |
| Hong Kong                    | 22 de mayo de 2003           |
| Hungría                      | 22 de mayo de 2003           |
| India                        | 13 de julio de 2003          |
| Indonesia                    | 28 de mayo de 2003           |
| Islandia                     | 16 de mayo de 2003           |
| Israel                       | 22 de mayo de 2003           |
| Italia                       | Viernes 23 de mayo de 2003   |
| Japón                        | 7 de junio de 2003           |
| Jordania                     | Miércoles 21 de mayo de 2003 |
| Letonia                      | Viernes 23 de mayo de 2003   |
| Líbano                       | Jueves 22 de mayo de 2003    |
| Lituania                     | Viernes 23 de mayo de 2003   |
| Malasia                      | Jueves 15 de mayo de 2003    |
| México                       | 22 de mayo de 2003           |
| Noruega                      | 21 de mayo de 2003           |
| Nueva Zelanda                | 15 de mayo de 2003           |
| Países Bajos                 | 15 de mayo de 2003           |
| Perú                         | 23 de mayo de 2003           |
| Polonia                      | 23 de mayo de 2003           |
| Portugal                     | 23 de mayo de 2003           |
| Puerto Rico                  | 23 de mayo de 2003           |
| Reino Unido Irlanda          | 23 de mayo de 2003           |
| República Checa · Eslovaquia | 23 de mayo de 2003           |
| República Dominicana         | 23 de mayo de 2003           |
| Rumania                      | 23 de mayo de 2003           |
| Rusia                        | 22 de mayo de 2003           |
| Serbia y Montenegro          | 19 de mayo de 2003           |
| Singapur                     | 16 de mayo de 2003           |
| Sudáfrica                    | 23 de mayo de 2003           |
| Suecia                       | 21 de mayo de 2003           |
| Suiza                        | 16 de mayo de 2003           |
| Tailandia                    | 15 de mayo de 2003           |
| Taiwán                       | 15 de mayo de 2003           |
| Turquía                      | 16 de mayo de 2003           |
| Ucrania                      | Viernes 23 de mayo de 2003   |
| Uruguay                      | Viernes 23 de mayo de 2003   |
| Venezuela                    | 23 de mayo de 2003           |

## Premios y nominaciones

#### Taurus World Stunt Awards
| Año  | Categoría                                       | Nominados                                                                                     | Resultado |
| ---- | ----------------------------------------------- | --------------------------------------------------------------------------------------------- | --------- |
| 2004 | Best Fight                                      | Ousan Elam. Chen Hu "Tiger". Dave Leitch. Brad Martin. David No. Chad Stahelski. Marcus Young | Nominados |
| 2004 | Best overall stunt by a stunt woman             | Debbie Evans                                                                                  | Ganadora  |
| 2004 | Best overall stunt by a stunt woman             | Debbie Ros Rondell                                                                            | Nominada  |
| 2004 | Best stunt coordinator and/or 2nd unit director | Glen Boswell. David Ellis. R.A. Rondell                                                       | Nominados |